# 남지초등학교
남지초등학교는 대한민국 경상남도 창녕군 남지읍 남지리에 있는 공립 초등학교이다.

## 연혁
- 1921년 5월 1일 남지공립보통학교로 개교
- 1938년 4월 1일 남지남공립심상소학교로 개칭
- 1941년 4월 1일 남지남공립국민학교로 개칭
- 1947년 9월 1일 동포국민학교 분리
- 1948년 1월 1일 남지국민학교로 개칭
- 1993년 3월 1일 반포분교, 월상분교 본교 편입
- 1996년 3월 1일 남지초등학교로 개칭
- 1999년 3월 1일 반포분교, 월상분교 본교 통합
- 2003년 3월 1일 남곡초등학교 본교 통합
- 2004년 9월 18일 도서실 현대화 사업 완공
- 2016년 9월 1일 제27대 황인혜 교장 부임
- 2017년 2월 17일 제94회 졸업식(총 11,033명)

## 참고 자료
- 남지초등학교 - 한국교육학술정보원 학교알리미